# Prärieläufer

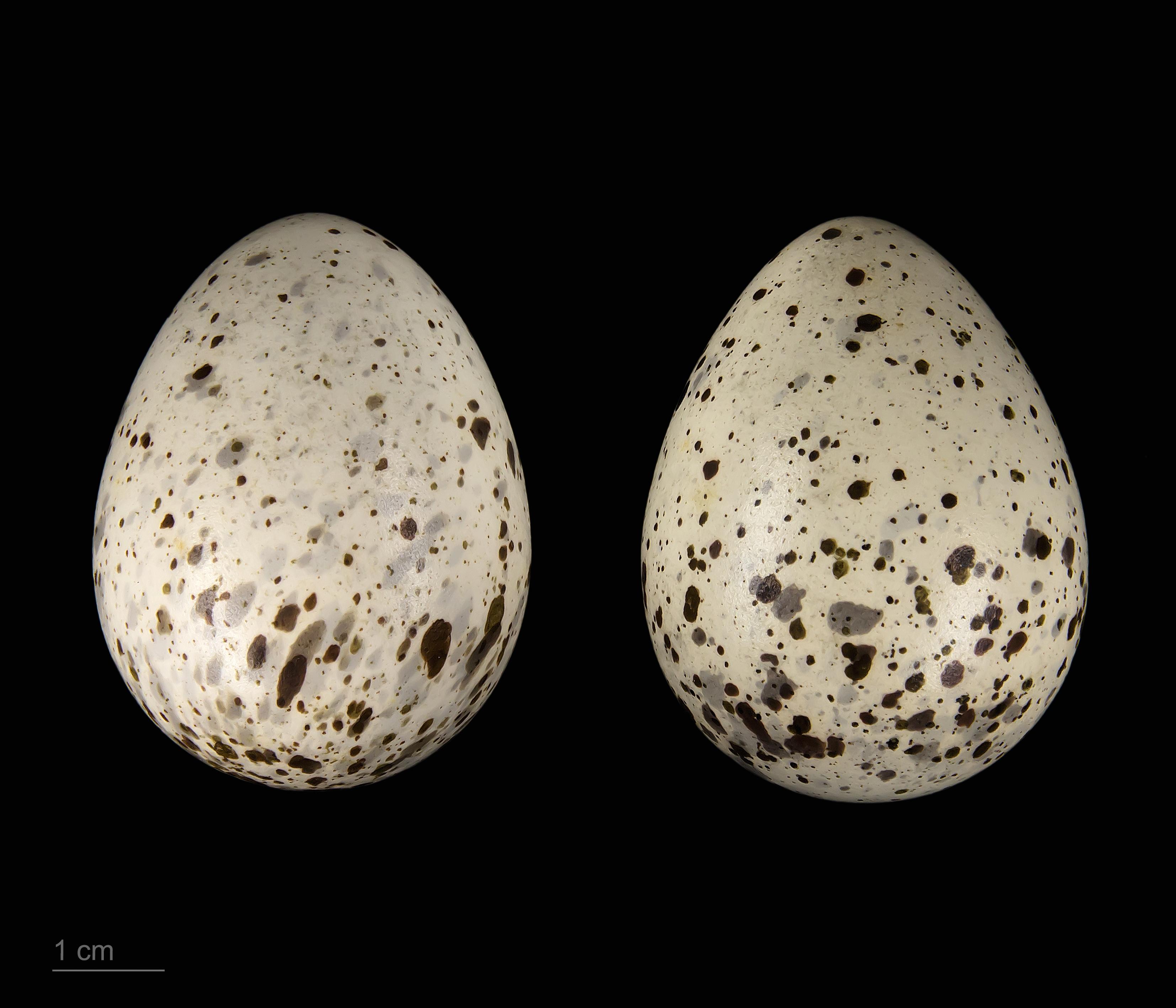
Bartramia longicauda

Der Prärieläufer (Bartramia longicauda) ist eine nordamerikanische Art aus der Familie der Schnepfenvögel. Gattung und Art sind monotypisch. In Europa ist der Prärieläufer ein seltener Ausnahmegast, der vor allem in Großbritannien und Irland verhältnismäßig regelmäßig beobachtet wird. Der wissenschaftliche Name der monotypischen Gattung ehrt den amerikanischen Naturforscher William Bartram.

## Erscheinungsbild
Der Prärieläufer erreicht eine Körperlänge zwischen 26 und 32 Zentimeter und wiegt zwischen 98 und 226 Gramm. Im Verhältnis zur Körpergröße wirkt der Kopf klein. Der bis zur Spitze gerade und dünne Schnabel ist etwa kopflang und zur Spitze hin leicht abwärts gebogen. Die Augen sind groß und dunkel. Das Gesicht ist hellbeige und wie die cremefarbene Kehle ohne Zeichnung. Die Halsseiten und der Nacken sind fein braun gestrichelt, die Vorderbrust weist unterschiedlich geformte, bräunliche Flecken auf. Der Bauch und die Unterschwanzdecken sind blass cremefarben. Der Rücken und die Flügeldecken sind braun mit einer dunklen Bänderung und cremefarbenen Federspitzen. Der auffallend lange, im Flug oft spatelförmige Schwanz ist dunkelbraun und weiß gebändert. 
Prärieläufer sind wendige Flieger und zeichnen sich durch kraftvolle Flügelschläge aus. Gerade gelandete Prärieläufer halten häufig nach der Landung ihre Flügel senkrecht in die Höhe.

## Verbreitungsgebiet und Lebensraum

Verbreitungsgebiet des Prärieläufers (gelb: Zuggebiete, orange: Brutgebiete, blau: Überwinterungsgebiet)

Das Brutareal des Prärieläufers erstreckt sich vom Nordwesten Alaskas, dem Yukon und Britisch-Kolumbia in südlicher Richtung bis nach Oregon und von dort über die Great Plains und die Großen Seen bis nach West Virginia und Maryland. Die Überwinterungsgebiete finden sich in Südamerika und erstrecken sich vom Süden Brasiliens bis in den Süden Argentiniens und Chiles. Der Wegzug aus den Brutgebieten beginnt August/September. Die ersten überwinternden Vögel treffen in den südamerikanischen Pampas bereits Ende September ein. Nachzügler werden in Nordamerika noch bis in den November beobachtet. Der Heimzug beginnt ab Anfang März. In der Regel erreichen Prärieläufer ihr Brutgebiet wieder im April beziehungsweise im Norden des Verbreitungsgebietes im Mai.
Der Prärieläufer brütet auf kurzrasigem Grasland, in Prärien und auf grasigen Mooren. Johnsgard weist darauf hin, dass der Prärielälufer wie die Amerikanische Pfuhlschnepfe eine Indikatorart für ursprüngliche Prärielandschaften ist. Er stellt hohe Anforderungen an sein Bruthabitat, das mindestens 150 Acres umfassen muss. 
Während der Zugzeiten kommt der Prärieläufer in Savannen und auf offenen Feldern sowie auf Pampas vor und ist häufig auch auf Flug- und Golfplätzen zu beobachten.

## Lebensweise
Der Prärieläufer ist tag- und dämmerungsaktiv. Ähnlich wie ein Regenpfeifer läuft er kurze Strecken sehr schnell, hält dann plötzlich inne und beginnt zu picken. Die Nahrung besteht vor allem aus Insekten. Dabei spielen Heuschrecken, Grillen und Rüsselkäfer sowie verschiedene Käferlarven eine wesentliche Rolle. Er frisst außerdem Spinnen, Schnecken und Regenwürmer. Die meisten Beutetiere werden an der Erdoberfläche gesammelt.
Prärieläufer sind in der Regel bereits verpaart, wenn sie in ihren Brutgebieten eintreffen. Das Nest ist eine Mulde im Boden, die mit trockenen Pflanzenmaterial gepolstert ist. Das Gelege besteht in der Regel aus vier Eiern. Diese haben eine cremefarbene bis rosabeige Schale. Die Brutzeit beträgt 24 Tage und beide Elternvögel brüten. Die Jungvögel werden 32 bis 34 Tage geführt.

## Etymologie und Forschungsgeschichte
Die Erstbeschreibung des Prärieläufers erfolgte 1812 durch Johann Matthäus Bechstein unter dem wissenschaftlichen Namen Tringa longicauda. Als Verbreitungsgebiet gab er Nordamerika an. 1831 führte René Primevère Lesson die neue Gattung Bartramia ein. Dieser Name ist William Bartram (1739–1823) gewidmet, da sich Lesson auch auf das Synonym Tringa bartramia Wilson, 1813 bezog. Der Artname longicauda ist ein Wortgebilde aus lateinisch longus ‚lang‘ und lateinisch cauda ‚Schwanz‘. Alfred Laubmann hatte für sein Werk Die Vögel von Paraguay kein Balg zur Verfügung. Er sah die Art als Zugvogel für Paraguay und nur in den nordischen Wintermonaten als anwesend. Als Nachweise für das Land sah er Puerto Pinasco im Departamento Presidente Hayes und Concepción durch Alexander Wetmore und das Departamento Alto Paraná durch Arnaldo de Winkelried Bertoni. Wetmore bezog sich auch auf Chorlito del ribetes blancos acanelados von Félix de Azara. Charles Lucien Jules Laurent Bonaparte stellte 1838 die Art unter den Namen Actiturus bartramius.

## Belege

### Einzelbelege
1. ↑   Bauer et al., S. 460
2. ↑   Colston et al., S. 187
3. ↑   Bauer et al., S. 461
4. ↑   Paul A. Johnsgard: Great Wildlife of the Great Plains. University Press of Kansas, 2003, ISBN 0-7006-1224-6, S. 37
5. ↑   Colston et al., S. 188
6. ↑   Colston et al., S: 188
7. ↑  Johann Matthäus Bechstein (1812), S. 453–454 Tafel 42.
8. 1 2  René Primevère Lesson (1831), S. 553.
9. ↑  Alexander Wilson (1813), S. 63, Tafel 69 Abbildung 2.
10. ↑  longicauda The Key to Scientific Names. Edited by James A. Jobling
11. ↑  Alexander Wetmore (1926), S. 146.
12. ↑  Arnaldo de Winkelried Bertoni (1901), S. 189.
13. ↑  Félix de Azara (1805), S. 312–314.
14. ↑  Alfred Laubmann (1939), S. 81.
15. ↑  Charles Lucien Jules Laurent Bonaparte (1838), S. 51.